# Natasha Morrison
Natasha Morrison (* 17. November 1992 im Saint Catherine Parish) ist eine jamaikanische Sprinterin, die sich auf den 100-Meter-Lauf spezialisiert hat. 2021 wurde sie in der 4-mal-100-Meter-Staffel Olympiasiegerin und bei Weltmeisterschaften gewann sie bisher zwei Gold- sowie eine Bronzemedaille.

## Sportliche Laufbahn
Erste internationale Erfahrungen sammelte Natasha Morrison bei den Panamerikanischen Juniorenmeisterschaften 2011 in Miramar, bei denen sie im 100-Meter-Lauf, in 11,59 s den fünften Platz belegte und mit der jamaikanischen 4-mal-100-Meter-Staffel in 45,37 s die Silbermedaille gewann. Bei den IAAF World Relays 2015 auf den Bahamas kam sie mit der Staffel im Vorlauf zum Einsatz, die später in anderer Besetzung die Goldmedaille gewann. Zudem qualifizierte sie sich erstmals für die Weltmeisterschaften in Peking, bei denen sie im 100-Meter-Bewerb in 11,02 s den siebten Platz belegte und im 4-mal-100-Meter-Staffelbewerbsiegte. Das jamaikanische Quartett in der Besetzung Veronica Campbell-Brown, Morrison, Elaine Thompson und Shelly-Ann Fraser-Pryce stellte dabei mit 41,07 s einen nationalen Rekord in der 4-mal-100-Meter-Staffel auf. Bei den IAAF World Relays 2017 kam sie diesmal mit 42,95 s auf den zweiten Platz und qualifizierte sich erneut für die Weltmeisterschaften in London, bei denen sie über 100 Meter mit 11,15 s im Halbfinale ausschied. Mit der jamaikanischen Stafette gewann sie in 42,19 s im Finale die Bronzemedaille hinter den Mannschaften aus den Vereinigten Staaten und dem Vereinigten Königreich.
Im Jahr darauf nahm sie erstmals an den Commonwealth Games im australischen Gold Coast teil und belegte über 100 Meter in 11,31 s den fünften Platz. Zudem gewann sie in 42,52 s die Silbermedaille mit der Staffel hinter den Engländerinnen. Anfang August siegte sie mit der Staffel bei den Zentralamerika- und Karibikspielen (CAC) in Barranquilla in 43,41 s. Bei den IAAF World Relays 2019 in Yokohama belegte sie mit der 4-mal-100-Meter-Staffel in 43,29 s den zweiten Platz hinter den Vereinigten Staaten. Anschließend nahm sie an den Panamerikanischen Spielen in Lima teil und belegte dort in 11,40 s den sechsten Rang und wurde mit der Staffel in 43,74 s nur Fünfte. Im Oktober kam sie bei den Weltmeisterschaften in Doha in der Staffel im Vorlauf zum Einsatz und trug damit zum Gewinn der Goldmedaille des jamaikanischen Teams bei. Bei den Olympischen Spielen in Tokio kam sie ebenfalls im Vorlauf zum Einsatz und erhielt mit dem jamaikanischen Team die Goldmedaille. Anschließend siegte sie in 11,00 s beim Hungarian GP Series Budapest.
2022 wurde sie in 11,22 s Dritte über 100 Meter beim Meeting International Mohammed VI d’Athlétisme de Rabat und im August gewann sie bei den NACAC-Meisterschaften in Freeport in 11,11 s die Bronzemedaille hinter ihrer Landsfrau Shericka Jackson und Celera Barnes aus den Vereinigten Staaten. Zudem gewann sie mit der 4-mal-100-Meter-Staffel in 43,39 s gemeinsam mit Natalliah Whyte, Briana Williams und Megan Tapper die Bronzemedaille hinter den Teams aus den Vereinigten Staaten und den Bahamas. Anschließend siegte sie in 11,21 s bei der Hungarian GP Series – Budapest sowie in 11,22 s beim Meeting Città di Padova. Im Jahr darauf erreichte sie bei den Weltmeisterschaften in Budapest das Halbfinale über 100 Meter und schied dort mit 11,03 s aus. Zudem gewann sie mit der Staffel in 41,21 s gemeinsam mit Shelly-Ann Fraser-Pryce, Shashalee Forbes und Shericka Jackson die Silbermedaille hinter dem Team aus den Vereinigten Staaten. Anschließend wurde sie beim Memorial Van Damme in 10,95 s Zweite über 100 Meter. 2025 schied sie bei den Hallenweltmeisterschaften in Nanjing mit 7,25 s im Semifinale über 60 Meter aus.

## Persönliche Bestzeiten
- 100 Meter: 10,85 s (+0,8 m/s), 16. September 2023 in Eugene
  - 60 Meter: 7,09 s, 1. März 2025 in Spanish Town
- 200 Meter: 22,74 s (+0,8 m/s), 27. Juni 2021 in Kingston